# القرى العليا (المفتاح)

تعديل مصدري - تعديل

القرى العليا هي إحدى قرى عزلة الجبر الاعلى بمديرية المفتاح التابعة لمحافظة حجة، بلغ تعداد سكانها 716 نسمة حسب تعداد اليمن لعام 2004.